# Габор Баторі
Габор Баторі (угор. Báthory Gábor, 14 серпня 1589 — 27 жовтня 1613) — великий  князь Трансильванії в 1608—1613 роках. Останній представник роду Баторі на троні Трансильванії.

## Життєпис

### Молоді роки
Походив з династії Баторі, гілки Баторі-Шомльо. Правнук трансильванського воєводи Іштвана Баторі. Його дід Андраш був маршалком двору угорської королеви Ізабелли. Четвертий син Іштвана Баторі, намісника Красного і капітана Вараду, та Жужанни Бебек.
Народився 1589 року в Вараді. Втім на час народження двоє старших братів вже померло. 1592 року родинаперебралася до замку Шилагі-Шомльо. 1594 році внаслідок придушення заколоту частини шляхти на чолі із Балтазаром Баторі проти трансильванського князя Жигмонда Баторі батько Габора опинився на боці змовників. Тому Іштван Баторі втік, а Габора з матір'ю та братами і сестрами було запроторено у в'язницю. Невдовзі на прохання папи римського Климента VIII їх було звільнено. Родина перебралася до Речі Посполитої, де 1595 року померла Жужанна Бебек. 1596 року батько Габора оженився вдруге.
1599 році після отримання трансильванського трону Андрашем Баторі Габор з батьком повернувся на батьківщину. Втім поразка Баторі від валахів в жовтні того ж року змусила Іштвана Баторі тікати до Ковара, де визнати владу імператора Священної Римської імперії Рудольфа II Габсбурга. 1601 року Габор Баторі втратив батька. Габора з сестрою Анною віддано під опіку королівського судді Іштвана Баторі-Ечеда. Під впливом останнього Габор перейшов з католицтва до кальвінізму.

### Шлях до влади
У 1604 році, коли трансильванський князь Іштван Бочкай підняв повстання проти Габсбургів, опікун відправи Габора Баторі до трансильванського війська. 1605 року брав участь у битві біля Шарошпатака. Того ж року після смерті Іштвана Баторі успадкував більшість його маєтків, ставши одним з впливовіших магнатів Трансильванії. Князь Іштван Бочкай розглядав Габора як свого спадкоємця, але 1606 року супротивники Баторі переконали Бочкаї оголосити офіційним спадкоємцем Балінта Другета.
Після смерті Іштвана Бочкаї від отруєння спробував зайняти трон, але більшість знаті підтримала Жигмонда Ракоці. Тоді у 1607 році Габор Баторі звернувся по допомогу до великого везиря Куюці Мурад-паши. Також звернувся до імператора Рудольфа II, який призначив Габора намісником Трансильванії. Проте фактичну владу зберіг Ракоці. В цей час задля посилення свого становища Габор Баторі оженився на родичці Іштвана Бочкаї.
1608 року уклав з повсталими гайдуками угоду, за якою в обмін на свою підтримку обіцяв надати їм замки та вигнати з країни унітаріїв та католиків. Слідом за цим почав наступ на Трансильванію з Верхньої Угорщини. В цей час про підтримку Баторі оголосила Османська імперія. За цим обставин Жигмонд Ракоці зрікся влади.

### Панування
У березні 1608 року Габора Баторі було оголошено князем Трансильванії. Невдовзі він роздав земельні ділянки 30 тис. гайдуків. Він відновив політику Баторі щодо встановлення зверхності над Валахією та Молдавією — господарі Раду X Щербан і Костянтин Могила відповідно визнали владу Габора Баторі. Водночас імператор Матвій Габсбург та османський султан Ахмед I визнали Баторі правителем Трансильванії. Разом з тим імператор відмовив у праві на угорський трон, а султан дозволив не платити данину протягом 3 років.
1609 році звільнив від оподаткування православних священників. Також тримався союзу з гайдуками. 1610 року було розкрито змову на чолі із Іштваном Кенді. Переніс столицю до Шебена. Водночас став готувати підкорення Верхньої Угорщини за підтримки османів. Втім він не зміг зібрати достатньо військ, оскільки секеї й молдавський господар Костянтин Могила не надали достатньо військ й грошей.
У грудні 1610 року вирушив проти Валахії, господар якої Раду X фактично перестав коритися Трансильванії. Габор Баторі в січні 1611 року зайняв столицю Тирговіште, де оголосив себе господарем Валахії. Втім на вимогу султана залишив Валахію, передавши її Раду Міхні.
Коли того ж року останнього було повалено Раду Щербаном, Баторі рушив до Валахії, але зазнав поразки під Брашовим. Водночас імператорський генерал Жигмонд Форгач вдерся до Трансильванії з Верхньої Угорщини. На його бік перейшли трансильванські сакси. Баторі опинився в облозі в Шебені. Але невдовзігайдуки стали атакувати війська Форгача, а проти Валахії рушили османські війська. За цим умов облогуз шебена було знято. Габор Баторі завдав поразки відступаючим імперським військам. Невдовзі в Токаї було укладено мирну угоду з палатином Турзо, за якою трансильванський князь обіцяв перешкоджати приєднанню угорських кріпаків до гайдуків.
Андраш Геші, посланець Баторі до османського султана, переконав того повалити Габора. В цей час сакси й далі чинили опір Габору Баторі, який здобув підтримку в імператора Матвія Габсбурга, що закликав саксів здатися. Натомість у Пресбурзі Баторі уклав з імператором договір, за яким визнав його зверхність. У відповідь султан 1613 року відправив Габора Бетлена повалити Баторі. Османів також підтримав валаський господар Раду Міхня, молдавський господар Стефан IX Томша та кримський хан Джанібек Ґерай. Не маючи змоги протистояти ворогові, Габор Баторі відступив до Вараду. В жовтні офіційно був позбавлений влади, а невдовзі вбитий внаслідок змови.

## Характер
Сучасники звинувачували Габора Баторі в пияцтві й надмірній любові до жінок. Навіть приписували інтимний зв'язок з вуйною Каталіною Іфью. а Габор Бетлен звинувачував Баторі у інцесті зі своєю сестрою Анною. Водночас Габор мав надзвичайну силу, яка стала легендарною, міг ламати підкови голіруч.